# 1991 (album Republiki)
1991 – album zespołu Republika, wydany w 1991 roku. Pierwszy album zespołu po ówczesnym rozpadzie. Zawierał nowsze wersje największych przebojów, jak też premierowe utwory: „Republika”, „Lawa”, „Balon” i „Zawroty głowy”. Basista zespołu z pierwszego okresu działalności Paweł Kuczyński, był skłonny uczestniczyć w nagraniu, ale odmówił udziału w późniejszej promocji płyty. Zrezygnowano więc z jego współpracy definitywnie. W rezultacie na płycie nie występuje żaden basista.

## Lista utworów

### Wersjawinylowa
Strona A
1. „Kombinat” (muz. i sł. Grzegorz Ciechowski) – 3:37
2. „Republika” (muz. i sł. Grzegorz Ciechowski) – 3:42
3. „Układ sił” (muz. Grzegorz Ciechowski, Sławomir Ciesielski sł. Grzegorz Ciechowski) – 5:22
4. „Zawroty głowy” (muz. i sł. Grzegorz Ciechowski) – 3:52
5. „Biała flaga ’91” (muz. i sł. Grzegorz Ciechowski) – 4:48

Strona B
1. „Balon” (muz. i sł. Grzegorz Ciechowski) – 4:40
2. „Lawa” (muz. Grzegorz Ciechowski, Zbigniew Krzywański sł. Grzegorz Ciechowski) – 3:09
3. „Telefony” (muz. i sł. Grzegorz Ciechowski) – 4:22
4. „Sexy Doll” (muz. i sł. Grzegorz Ciechowski) – 4:56
5. „Moja krew” (muz. i sł. Grzegorz Ciechowski) – 4:20

### WersjaCD
1. „Kombinat” (muz. i sł. Grzegorz Ciechowski) – 3:37
2. „Lawa” (muz. Grzegorz Ciechowski, Zbigniew Krzywański sł. Grzegorz Ciechowski) – 3:09
3. „Republika” (muz. i sł. Grzegorz Ciechowski) – 3:42
4. „Układ sił” (muz. Grzegorz Ciechowski, Sławomir Ciesielski sł. Grzegorz Ciechowski) – 5:22
5. „Balon” (muz. i sł. Grzegorz Ciechowski) – 4:40
6. „Zawroty głowy” (muz. i sł. Grzegorz Ciechowski) – 3:52
7. „Zawsze ty” (muz. i sł. Grzegorz Ciechowski) – 4:49
8. „Telefony” (muz. i sł. Grzegorz Ciechowski) – 4:22
9. „Sexy Doll” (muz. i sł. Grzegorz Ciechowski) – 4:56
10. „Biała flaga ’91” (muz. i sł. Grzegorz Ciechowski) – 4:48
11. „Sam na linie” (muz. i sł. Grzegorz Ciechowski) – 3:56
12. „Gadające głowy” (muz. i sł. Grzegorz Ciechowski) – 4:04
13. „Moja krew” (muz. i sł. Grzegorz Ciechowski) – 4:20

### Wersjakasetowa
Strona A
1. „Kombinat” (muz. i sł. Grzegorz Ciechowski) – 3:37
2. „Lawa” (muz. Grzegorz Ciechowski, Zbigniew Krzywański sł. Grzegorz Ciechowski) – 3:09
3. „Republika” (muz. i sł. Grzegorz Ciechowski) – 3:42
4. „Układ sił” (muz. Grzegorz Ciechowski, Sławomir Ciesielski sł. Grzegorz Ciechowski) – 5:22
5. „Balon” (muz. i sł. Grzegorz Ciechowski) – 4:40
6. „Zawroty głowy” (muz. i sł. Grzegorz Ciechowski) – 3:52

Strona B
1. „Telefony” (muz. i sł. Grzegorz Ciechowski) – 4:22
2. „Sexy Doll” (muz. i sł. Grzegorz Ciechowski) – 4:56
3. „Biała flaga ’91” (muz. i sł. Grzegorz Ciechowski) – 4:48
4. „Sam na linie” (muz. i sł. Grzegorz Ciechowski) – 3:56
5. „Moja krew” (muz. i sł. Grzegorz Ciechowski) – 4:20

## Twórcy
- Grzegorz Ciechowski – akordeon, flet, instrumenty klawiszowe, śpiew, muzyka i teksty
- Sławomir Ciesielski – perkusja (muz. „Układ sił”)
- Zbigniew Krzywański – gitara, śpiew (muz. „Lawa”)

Gościnnie
- Jacek Rodziewicz – saksofon